# Аугуста
Аугу̀ста (на италиански: Augusta, на сицилиански Aùsta, Ауста) е пристанищен град и община в южна Италия, провинция Сиракуза, автономен регион Сицилия. Разположен е на източния бряг на острова, на Йонийско море. Населението на града е 34 174 души (към 2008 г.).